# Université de Tournai
L'université de Tournai est une ancienne université fondée en 1525 par le mécène Pierre Cottrel.

## Histoire
Durant l'occupation anglaise de la ville de Tournai, l’ecclésiastique et diplomate Pierre Cottrel fonde le Collège des langues classiques qu'il transforme en véritable université en 1525. On y organise les trois facultés de théologie, de droit et de médecine.
L'université de Tournai eut des enseignants prestigieux tels Melchior de Vianden, Nicolas van Broekhoven ou Jacobus Ceratinus qui dédie à Cottrel sa traduction de l’œuvre de Jean Chrysostome De sacerdotio.
Elle acquit la reconnaissance de l'humaniste Érasme qui la compare au Collegium trilingue de Louvain et au Collège de France à Paris. Érasme exprima le souhait que l'université reçoive une copie de l'ensemble de ses œuvres. L'Université, qui favorisa l'expansion des doctrines luthériennes à Tournai, dut fermer ses portes en 1530 sur décision de Charles Quint, à la suite des pressions de l'université de Louvain qui craignait sa concurrence.